# Louis Monteilhet
Pour les articles homonymes, voir Monteilhet.
Louis Monteilhet est un homme politique français né le 20 mars 1812 à Ambert (Puy-de-Dôme) et mort le 18 mai 1895 à Charly (Rhône).
Médecin à Clermont-Ferrand, il organise un banquet républicain en 1840, qui lui vaut des poursuites judiciaires. Il s'exile alors pendant 5 ans et revient s'installer à Vichy. Déporté en Algérie après le coup d’État du 2 décembre 1851, il est ensuite interné à Charly. Maire de Charly après le 4 septembre 1870, il est destitué en 1873. Il est député du Rhône de 1883 à 1885, siégeant à l'extrême gauche.
Il tentera sans succès de se faire réélire en 1888, après la mort du député Joseph Rochet.

## Source
- « Louis Monteilhet », dans Adolphe Robert et Gaston Cougny, Dictionnaire des parlementaires français, Edgar Bourloton, 1889-1891 [détail de l’édition]
- « Louis Monteilhet », dans le Dictionnaire des parlementaires français (1889-1940), sous la direction de Jean Jolly, PUF, 1960 [détail de l’édition]